# The Skeptic (australský časopis)
The Skeptic je australský čtvrtletník, který vydává Australian Skeptics, volná konfederace podobně smýšlejících organizací v Austrálii, propagující kritické myšlení a vědecký skepticismus.

## Historie
První číslo časopisu The Skeptic vyšlo v Melbourne v lednu 1981. Redigoval ho Mark Plummer a produkoval James Gerrand.
První číslo bylo černobílý bulvár novinového formátu. Logo časopisu bylo po mnoho let stejné jako logo americké publikace Skeptical Inquirer, pouze okopírované s useknutým koncem. Po tomto prvním čísle se formát zmenšil na standardní publikaci formátu A4 vyráběnou na psacím stroji.

V počátcích australských skeptiků byl kladen velký důraz na média a osvětu, a v každém čísle časopisu vycházel zvláštní sloupek, v němž byly uvedeny všechny mediální výstupy za dané období. Po přestěhování národního sekretariátu do Nového Jižního Walesu v roce 1986 byla výroba časopisu v roce 1987 přesunuta do pobočky v Sydney, kde se novým redaktorem stal Tim Mendham, a v této době byl časopis poprvé vydáván na počítači (Macintosh).

Asi rok před touto změnou proběhla soutěž o nové logo Australian Skeptics, které se v časopisech používalo až do 90. let 20. století. V roce 1988 byl časopis poprvé vydán s obálkou, na které byl uveden název a různé výtvarné práce, a několik let poté bylo každé číslo vydáváno v jiné barvě.

V roce 1990 Tim Mendham odstoupil z pozice šéfredaktora a tuto roli převzal Barry Williams, který měl v úmyslu redigovat pouze jedno číslo v roce 1991, ale poté zůstal ve funkci až do roku 2008.

V roce 2009 byli krátce šéfredaktory jak Karen Stollznowová, tak Steve Roberts, než byla redakce v červnu 2009 předána zpět Timu Mendhamovi, u kterého zůstala.